# رامپونیو ورنا
رامپونیو ورنا (به ایتالیایی: Ramponio Verna) یک منطقهٔ مسکونی در ایتالیا است که در Alta Valle Intelvi واقع شده‌است.

## خصوصیات
رامپونیو ورنا ۴٫۹ کیلومترمربع مساحت و ۴۲۰ نفر جمعیت دارد و ۷۰۵ متر بالاتر از سطح دریا واقع شده‌است.